# Rock'n Roll Band
«Rock'n Roll Band» es una canción interpretada por el grupo de pop sueco ABBA (Björn Ulvaeus & Benny Andersson con Anni-Frid Lyngstad & Agnetha Fältskog) en el álbum Ring Ring.
En los Estados Unidos, la canción fue lanzada como sencillo bajo el sello de Playboy Records. Fue lanzado en 1973 como sucesor del hit "People Need Love", a pesar de que el álbum Ring Ring no fue lanzado en los Estados Unidos hasta 1995. Al inicio, en la contracara del disco decía Another Town, Another Train, pero más tarde fue cambiado al mismo título del lado A.
En el Reino Unido, fue lanzado como el lado B del disco Ring Ring en octubre de 1973, y relanzado en junio de 1974.
Hay al menos 2 versiones de esta pista: la versión 3.11 lanzada por ABBA, y un pequeño mix lanzado en la versión masterizada de Lycka grabado por Benny & Bjorn.

## Listados de temas
Prensado inicial
1. A. «Rock 'n Roll Band»
2. B. «Another Town, Another Train»

Prensado Posterior
1. A. «Rock 'n Roll Band»
2. B. «Rock 'n Roll Band»